# Gert Andersen
Gert Andersen (født 18. juli 1939 i København) er en tidligere dansk landsholdspiller i håndbold. 
Han deltog på landsholdet både ved VM-slutrunden i i 1964 og i 1970 og opnåede i perioden 1957-1970 mere end 530 kampe for klubholdet HG, med hvilket hold han blev dansk mester seks gange.
Mens han var aktiv spiller, var Gert Andersen også træner for FIF's damehold, som han gjorde til dobbelte danske mestre, hvilket han også formåede som træner for Stadions herrer. Det blev også som træner til et mesterskab med Helsingørs herrer. Omkring landsholdet fungerede han som udskiftningsleder i de år Jørgen Gaarskjær var landstræner (1972-1976).
Privat blev han i 1963 gift med Toni Røseler, der som han selv var landsholdsspiller i håndbold. Parret er forældre til tvillingerne Camilla og Charlotte. Camilla blev som sine forældre landsholdsspiller. Charlotte nåede ungdomslandsholdet, inden skader tvang hende til at stoppe, og sønnen Kristoffer spillede i 12 år på divisionsholdet i Virum-Sorgenfri, hvor Gert Andersen og Toni Røseler Andersen også bor. 